# Alpujarra de la Sierra
Alpujarra de la Sierra és un municipi format per la unió el 1971 de les localitats de Mecina Bombarón i Yegen, i que està situat en la part centre-nord de la Alpujarra (província de Granada), a uns 108 km de la capital provincial.
Limita amb els municipis de Lanteira, Válor, Ugíjar, Cádiar i Bérchules. El seu ajuntament està format pels nuclis de Mecina Bombarón, Yegen i Golco, a més del mas de Montenegro.
Tots els nuclis de població del municipi estan orientats al sud, mirant al mar, separats per barrancs replets de vegetació.